# Schloss Schleinz
Das Schloss Schleinz in der niederösterreichischen Gemeinde Walpersbach befindet sich am südlichen Rand der Ortschaft Schleinz auf Nr. 10.
Das kleine klassizistische Schloss wurde im Jahre 1770 errichtet und war ab 1772 das Herrenhaus einer Farbenfabrik, die von Ignaz Oberdorfer gegründet wurde. Ab der Mitte des 19. Jahrhunderts wechselten die Besitzer oft. Einer der Besitzer war die Direktion des Wiener Neustädter Kanals. Seit dieser Zeit verfiel das Schloss bis 1945 und wurde vom derzeitigen Besitzer Rudolf Graf Czernin wiederhergestellt.
Das zweigeschoßige, kubische Gebäude hat ein hohes Walmdach mit einem kleinen Dachreiter. Der Hauptfront ist eine repräsentative Säulenaltane vorgestellt.